# 빈 변위 법칙

다양한 (절대) 온도에 대한 파장 함수로서의 흑체 열 방출 강도.

통계역학에서 빈 변위 법칙(Wien變位法則, Wien's displacement law)은 특정 온도에서 흑체로부터 방사된 열 에너지의 파장 분포가 필수적으로 다른 온도의 분포와 같은 모양을 가진다는 법칙이다. (그래프 위에서 각 파장이 치환되거나 이동되지 않는 한) 다시 말해, 흑체에서 빠져나온 파장 가운데 에너지 밀도가 가장 큰 파장과 흑체의 온도가 반비례한다는 것을 말한다.

## 역사
1893년 빌헬름 빈이 실험 결과를 바탕으로 발표하였다.

## 개요
흑체 복사 스펙트럼의 에너지 분포는 다음과 같다.
{\displaystyle u(T,\nu )=\nu ^{3}\cdot F({\frac {\nu }{T}})}
- {\displaystyle u} = 에너지밀도, {\displaystyle \nu }=진동수, T=절대온도, F =임의의 연속함수

위의 실험식에서 함수 F는 임의의 연속 함수로 정의하였다. 이때 진동수와 파장({\displaystyle \lambda })은 {\displaystyle \lambda ={\frac {c}{\nu }}}의 관계가 있으므로, 어떤 특정 온도에서 가장 센 에너지 밀도를 갖는 진동수는 {\displaystyle {\frac {\nu _{max}}{T}}}가 어떤 특정한 값으로 주어진 값에 해당할 것이다. 그런데 이러한 관계는 모든 온도 T에 대하여 동일할 것이므로 이를 파장으로 바꾸어 생각하면 다음과 같은 결론을 얻는다. 주어진 특정 온도에서 가장 많이 방출되는 빛의 파장, 즉 가장 강한 세기를 갖는 빛의 파장({\displaystyle \lambda _{max}})과 그 온도 (T)를 곱한 값은 항상 동일한 상수값을 갖는다는 것이다.
{\displaystyle \lambda _{max}\cdot T=C}(상수) {\displaystyle =2.898\times 10^{-3}{\rm {m\cdot K}}}
이 법칙은 흑체 스펙트럼의 봉우리는 온도가 증가함에 따라 점점 짧은 파장(높은 진동수) 쪽으로 이동한다는 현상적인 사실을 정량적으로 설명해 준다.

## 같이 보기
- 빌헬름 빈